# 男の首
『男の首』（おとこのくび、La tête d'un homme）は、ジョルジュ・シムノンの小説。1931年発表。日本語訳は他に『モンパルナスの夜』『或る男の首』などの題名で出版されている。

## あらすじ
死刑囚ジョゼフ・ウルタンは何者かの導きにより、ラ・サンテ監獄を脱獄する。彼の無実を直感するメグレ警視（commissaire Maigret）による、ウルタンを泳がせることで真犯人を探す、職を賭した作戦であった。しかし、翌日の新聞には脱獄は警察の計画によるものと暴露する投書が掲載され、ウルタンは監視を振り切って行方をくらましてしまう。

## 登場人物
- ジョゼフ・ウルタン
- ジャン・ラデック
- ウィリアム・クロスビー
- エレン・クロスビー
- メグレ
- リュカ
- デュフール
- ジャンヴィエ

## 映像化
- La tête d'un homme（1933年）

監督はジュリアン・デュヴィヴィエ。邦題は『モンパルナスの夜』